# Galgenberg (Lindeman)
De Galgenberg ligt in het noorden van de gemeente Heusden-Zolder tussen de wijk Lindeman en het voormalige terrein van de steenkoolmijn van Zolder Het is natuurgebied van 26,9 ha met een boomrijk heidelandschap. Het vormt een buffer tussen het industriegebied op het voormalige mijnterrein en de woonwijk.

## Reliëf
Het heuvelachtig landschap stijgt van een hoogte van 50 m aan de westkant naar 70 m aan de oostkant. De ondergrond is een klei-zandig verweringsmateriaal waarop, onder invloed van de wind gedurende de ijstijden, aangewaaid ijzerhoudend zand afkomstig van de getuigenheuvels werd afgezet. Dat zorgde voor een duinachtig, golvend patroon.

## Historiek
Het toponiem Galgenberg verwijst naar de aanwezigheid van een galg. Deze plek deed dienst als terechtstellingsplaats.
Op oude kaarten zoals de Ferrariskaart (1770-1778) en de kaart van Vandermaelenkaarten (1846-1854) wordt het gebied weeggegeven als heide. Het bleef heidelandschap tot de jaren 1950 met hier en daar natuurlijke, ijle opslag van bomen en struiken op enkele percelen met dennenaanplanten na. Het gebied ontwikkelde zich, dankzij een minder doorlaatbare bodem, tot een typisch halfopen heide- en natuurlijk bosbiotoop met langs de grenzen een scherm van inheemse bomen met vooral eik en berken.

## Beschermd landschap en Erkend natuurreservaat
- De Galgenberg is sinds 1984 beschermd als landschap omwille van de natuurwetenschappelijke waarde omdat het deel uitmaakt van een oud duinenlandschap met heiderelicten.[1]
- Het natuurgebied is een erkend natuurreservaat en worden beheerd door Limburgs Landschap.